# NGC 2694
NGC 2694 est une galaxie elliptique située dans la constellation de la Grande Ourse. NGC 2694 a été découverte par le physicien irlandais George Stoney en 1850.

## Caractéristiques
En raison d'une brillance de surface égale à 14,80 mag/am2, on peut qualifier NGC 2694 de galaxie à faible brillance de surface (LSB en anglais pour low surface brightness). Les galaxies LSB sont des galaxies diffuses (D) avec une brillance de surface inférieure de moins d'une magnitude à celle du ciel nocturne ambiant.

### Distance
Sa vitesse par rapport au fond diffus cosmologique est de 5 225 ± 11 km/s, ce qui correspond à une distance de Hubble de 77,1 ± 5,1 Mpc (∼251 millions d'al).
À ce jour, une mesure non basée sur le décalage vers le rouge (redshift) donne une distance d'environ 79,400 Mpc (∼259 millions d'al). Cette valeur est à l'intérieur des valeurs de la distance de Hubble.
Les galaxies NGC 2693 et NGC 2694 forment une paire de galaxies en interaction gravitationnelle,.

## Groupe de NGC 2857
NGC 2694 fait partie du groupe de NGC 2857. Cinq galaxies du catalogue NGC (NGC 2693, NGC 2694, NGC 2769, NGC 2771 et NGC 2857)  et six galaxies du catalogue UGC sont inscrites dans l'article de Garcia. Les galaxies NGC 2769 et NGC 2771 sont aussi inscrites dans un article d'Abraham Mahtessian paru en 1998. Mahtessian ajoute la galaxie NGC 2767 à ce groupe.

### Paire de galaxies
À l'intérieur de ce groupe, les galaxies NGC 2693 et NGC 2694 forment une paire de galaxies en interaction gravitationnelle,.